# 콜리니
콜리니 (Coligny)는 프랑스 오베르뉴론알프 앵주의 코뮌이다. 2015년 3월 프랑스 지방선거 이전에는 생테티엔뒤부아 캉통의 수도였다.
콜리니 시민은 '콜리뉴아 / 콜리뉴아즈' (Colignois / Colignoise)라고 부른다.

## 지리
부르캉브레스 아롱디스망, 생테티엔뒤부아 캉통에 속해 있으며, 바생드부르캉브레스 복합공동체의 일원이다. 부르캉브레스에서 북쪽으로 약 20km, 롱르소니에르에서 남쪽으로 약 40km 떨어져 있으며, 쥐라산맥과 앵주 경계가 만나는 지점에 자리해 있다. 
코뮌 동부는 레베르몽 (Revermont)의 첫번째 고개가 자리잡고 있으며, 서부는 브레스 평야가 넓게 퍼져 있다. 콜리니의 최고고도는 해발 576m의 베르공자 (Vergongeat) 마을이며, 코뮌 중심부 (콜리니 교회 광장)는 해발 290m에 달한다.
코뮌 서쪽으로 솔낭강 (Solnan)이 흘러 경계를 이루며, 지류 중 하나인 보카르노즈 (Bocarnoz)도 코뮌 내부를 가로지른다.

## 교통
프랑스 옛 국도 83번이 지나갔으며, 오늘날에는 주도 (州道) 1083번이 지나간다.
대중교통으로는 부르캉브레스-롱르소니에르 버스 노선이 지나가며, 콜리니 시청 근처에 정차한다.
철도 교통은 1864년에 지어진 무샤르-부르캉브레스 선의 콜리니역이 있었으나 지금은 폐역되었다.

## 역사

### 지명
갈리아어 내지는 갈로로만어에서 지명이 유래했을 가능성이 제기되는데, 피에르이브 랑베르는 'Coligy'의 앞말인 'Colign-'이 갈리아어의 'colino' (호랑가시나무)에서 유래했을 가능성을 제기하였다. 이에 따르면 '호랑가시나무가 심어진 곳'이라는 풀이가 된다.
중세 라틴어 지명으로는 '콜로그니아쿰' (Cologniacum), '콜로니아쿰' (Coloniacum)으로 표기되었으며, 중세 프랑스어 문헌에서는 '콜루아니' (Colloignie), '콜로니' (Colognie) 등으로 표기되었다.
프랑스 혁명기에는 일시적으로 '낭코토' (Nant-Coteau), '코토' (Coteau), '보코토' (Beaucoteau)라는 명칭을 사용하기도 했다.

### 고중세

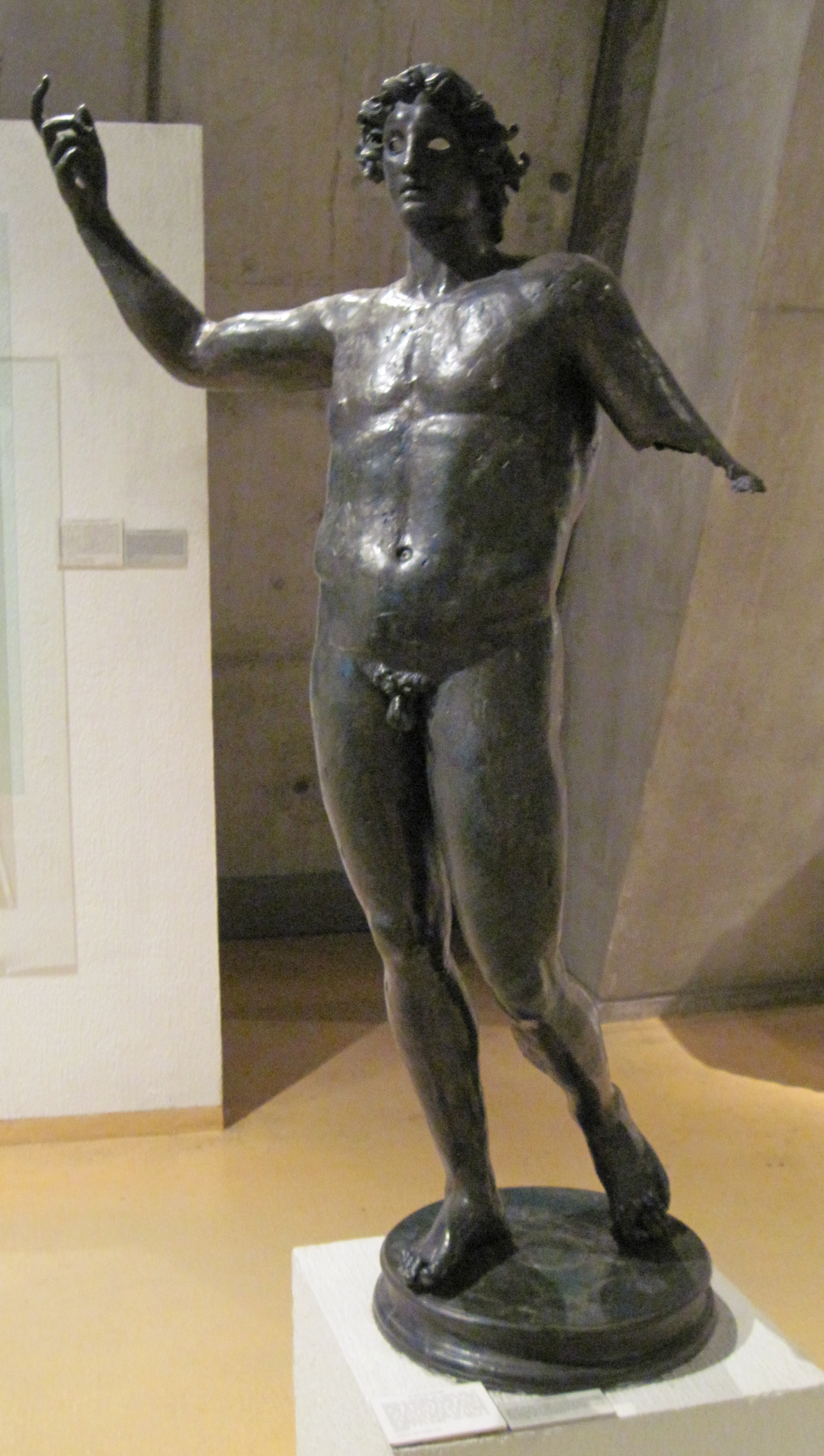
콜리니 신상

콜리니에서 발견된 켈트족의 태음태양력인 콜리니력 (Calendrier de Coligny)이 유명하다. 켈트족의 달력 유물로는 세계에서 유일한 사례로, 로마자로 씌여져 있어 켈트족이 쓰던 언어, 천문학, 달력을 이해하는 데 많은 도움이 되었다. 콜리니를 상징하는 또다른 유물로는 1897년 발견된 '콜리니 신상' (Dieu de Coligny)이라는 청동상이 있다. 콜리니력과 콜리니 신상은 복제되어 콜리니 시청에 전시되어 있다.
9세기경 콜리니를 다스린 초대 영주는 '마나세 1세' (Manassès Ier)로, 그의 자손들이 대대적으로 콜리니의 영주를 물려받아오다 12세기부터 영주권이 분할되었다. 문헌에 따라서는 9세기 레베르몽 일대에 봉건제에 기반한 공국이 존재했다는 추정을 내세우나, 이를 뒷받침할 공식적인 문서는 발견되고 있지 않다.

### 근현대
1550년 가스파르 2세 드 콜리니는 콜리니르비유 (Coligny-le-vieil, 콜리니 후작령)와 콜리니르뇌프 (Coligny-le-Neuf, 콜리니 백작령)의 두 영주권을 하나로 통합하였다. 1601년 리옹 조약에 따라 부르고뉴 백국에 속했던 콜리니 후작령은 스페인 국왕의 소유로 넘어갔으나, 루이 14세 치하였던 1678년 네이메헌 조약 이후 프랑스 왕국의 영토가 되었다.
제2차 세계 대전 당시 자유 프랑스의 게릴라 저항군인 FTP 제1대대가 콜리니 인근에 주둔하였다. 콜리니 태생의 작곡가로 활동하다 파르티잔으로 나선 폴 크리베예가 지휘하였으며, 부대원은 최대 625명에 달했다. 한편으로 비시 프랑스의 장관이자 민병대장을 지낸 조제프 다르낭도 콜리니에서 태어났으며 친가를 이곳에 두었다. 1944년 친가 방문 당시 게릴라에게 붙잡히지 않기 위해 비밀리에 방문했다는 이야기가 전해진다.

## 명소
- 생마르탱 드 콜리니 교회 (Église Saint-Martin de Coligny) - 1984년 12월 28일 프랑스 역사문화재 지정.[6]
- 콜리니르비유성 (château de Coligny-le-Vieil) 유적
- 콜리니 영주성 (Château des sires de Coligny)
- 콜리니르뇌프성 (château de Coligny-le-Neuf) 유적 (12세기)
- 페르튀제 방앗간 (Moulin de Pertuizet) - 2005년 3월 29일 프랑스 역사문화재 지정.[7].
- 샤테냐교 (Pont du Châtaignat)
- 생제르맹성 (Château de Saint-Germain, 18세기)

## 같이 보기
- 앵주의 코뮌 목록